# ساحة مجلس الشيوخ

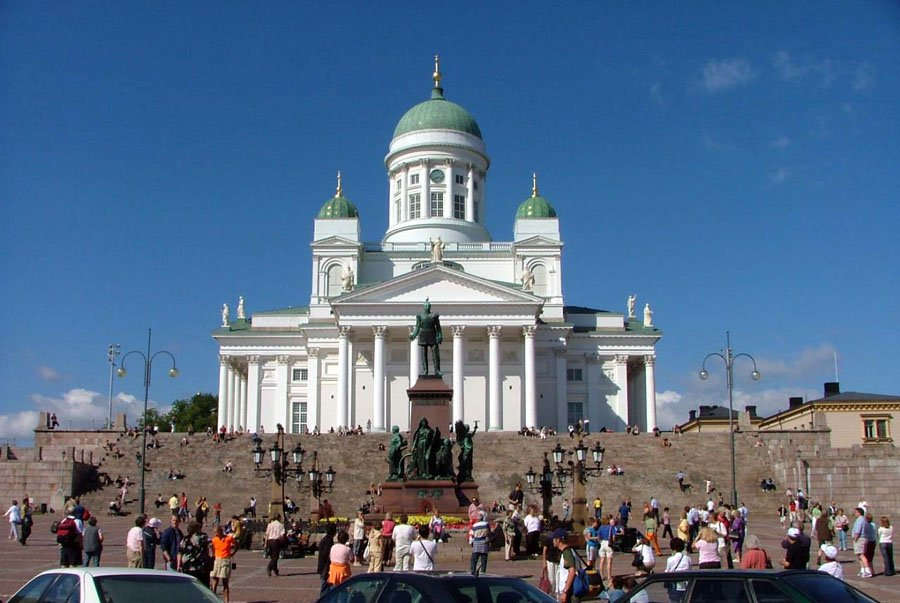
ساحة مجلس الشيوخ وكاتدرائية هلسنكي اللوثرية.

ساحة مجلس الشيوخ (بالفنلندية: Senaatintori؛ بالسويدية: Senatstorget) تـُقدم عـِمارة كارل لودفيش إنغل باعتبارها الرمز الوحيد للقوى السياسية والدينية والعلمية والتجارية في وسط هلسنكي، فنلندا.

## البناء
تم الانتهاء من قصر مجلس الدولة على الجانب الشرقي من ساحة مجلس الشيوخ سنة 1822. استـُعمل كمقر لمجلس الشيوخ الفنلندي حتى تم استبداله بمجلس الدولة في عام 1918، ويضم حالياً مكاتب رئيس وزراء فنلندا ومجلس الوزراء. يقع مبنى جامعة هلسنكي الرئيسي على الجانب الآخر من ساحة مجلس الشيوخ، وشيد في عام 1832.
كانت كاتدرائية هلسنكي على الحافة الشمالية لساحة مجلس الشيوخ أطول مشروع معماري قام به إنغل. وعـمـِل عليها من سنة 1818 حتى وفاته في عام 1840. تهيمن كاتدرائية هلسنكي - سميت لاحقاً كنيسة القديس نيقولاوس - على ساحة مجلس الشيوخ، ووضعت اللمسات الأخيرة عليها بعد اثنتي عشرة سنة من وفاة إنغل، سنة 1852.